# Stecker-Typ C

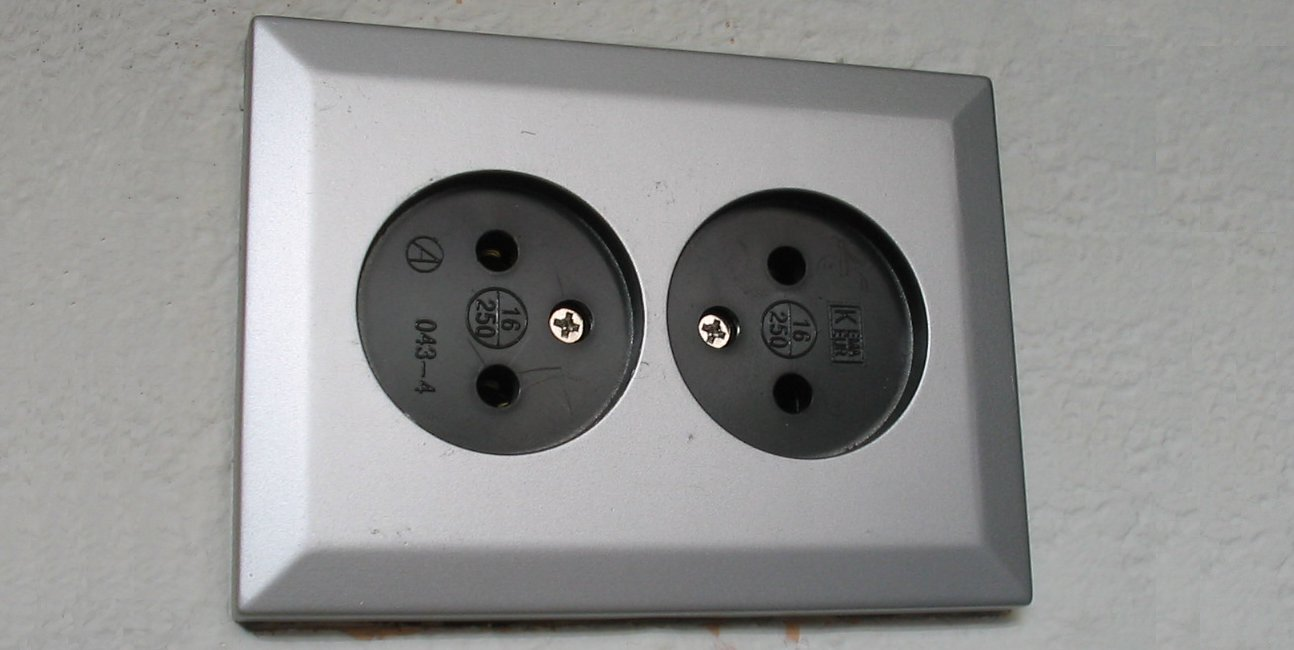
Ungeerdete Steckdosen vom Typ C

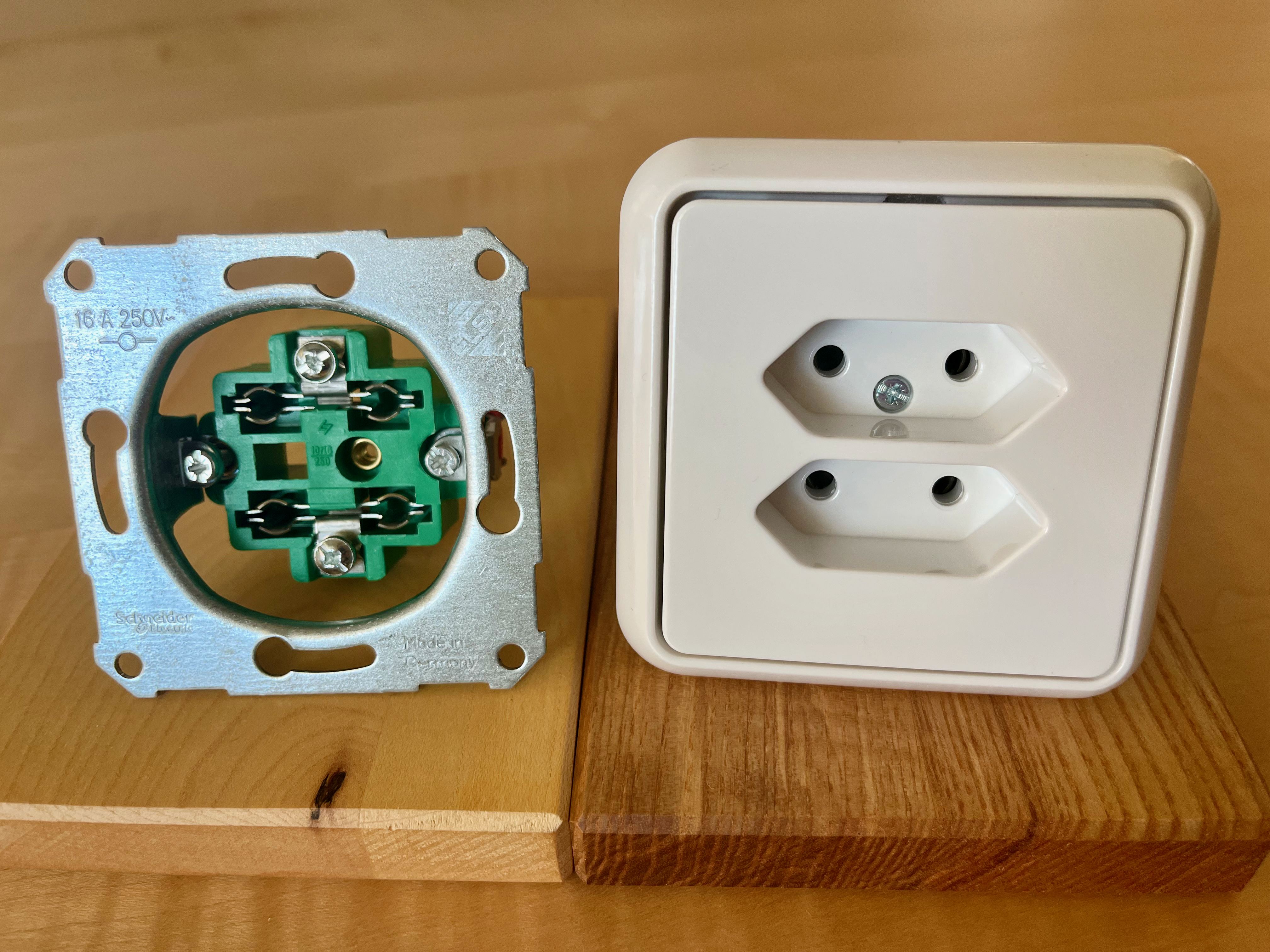
Nicht genormte Variante mit Schutzkragen für Eurostecker. Derartige Steckdosen nehmen aufgrund der nahezu identischen Form immer auch den Schweizer Stecker Typ 11 auf. Da Typ-11-Stecker für 10 A ausgelegt sind, sollten solche Steckdosen nur montiert werden, wenn sie mindestens diese Stromstärke sicher unterstützen. Das hier gezeigte Modell darf laut Aufschrift mit bis zu 16 A abgesichert werden.

Als Stecker-Typ C werden zweipolige Stecker und Steckdosen ohne Schutzkontakt bezeichnet. Typisch ist die Verwendung von Rundstiften von 4 bis 5 mm Durchmesser bei den Steckern, im Gegensatz zu den amerikanischen Steckertypen A und B mit Flachstiften. Stecker des Typs C werden üblicherweise mit einer Spannung von 220 bis 240 V betrieben. Die Bezeichnung Typ C folgt der Klassifikation des Handelsministeriums der Vereinigten Staaten. International ist diese Steckerform im CEE-System in der Norm CEE 7/16 festgelegt.

## Aktuelle Typ-C-Stecker
Abseits historischer Bauformen werden Stecker des Typs C in Form des Euro- und des Konturensteckers sowie des Schweizer Steckers Typ 11 und des italienischen Steckers S10 eingesetzt.
Die Formen dieser Stecker entsprechen den Schutzkrägen der Steckdosen, in die sie passen sollen: Die sechseckige Form von Typ 11 und des Eurosteckers passt in die Schweizer Steckdosen T13 und T23 sowie in nichtgenormte Eurostecker-Steckdosen. Dieser sechseckig Formfaktor ist der kleinste gemeinsame Nenner nichtbritischer europäischer Stecksysteme. Die eckige Form von CEI 23-50 S10 verhindert das Einführen in nicht genormte Eurostecker-Steckdosen mit sechseckigem Schutzkragen, passt aber genau in den Mittelteil von Schuko-Steckdosen, in rechteckige Schutzkrägen dänischer Verteilerstecker sowie Steckdosen mit Erdungsstift. Die »Kontur« des Konturnsteckers entspricht sowohl Schukosteckdosen als auch Steckdosen mit Erdungsstift.

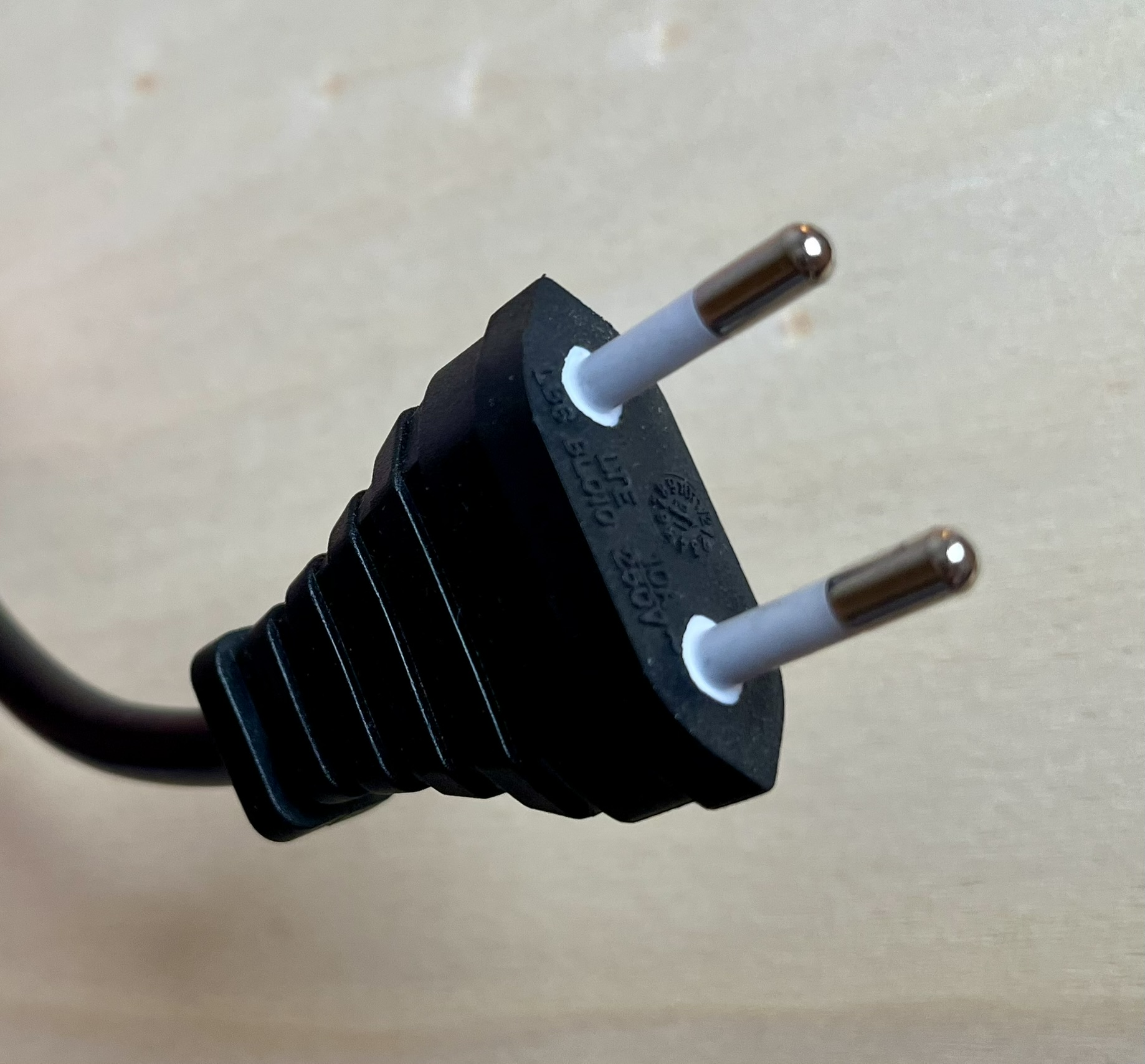
SN 441011 Typ 11, 10 A
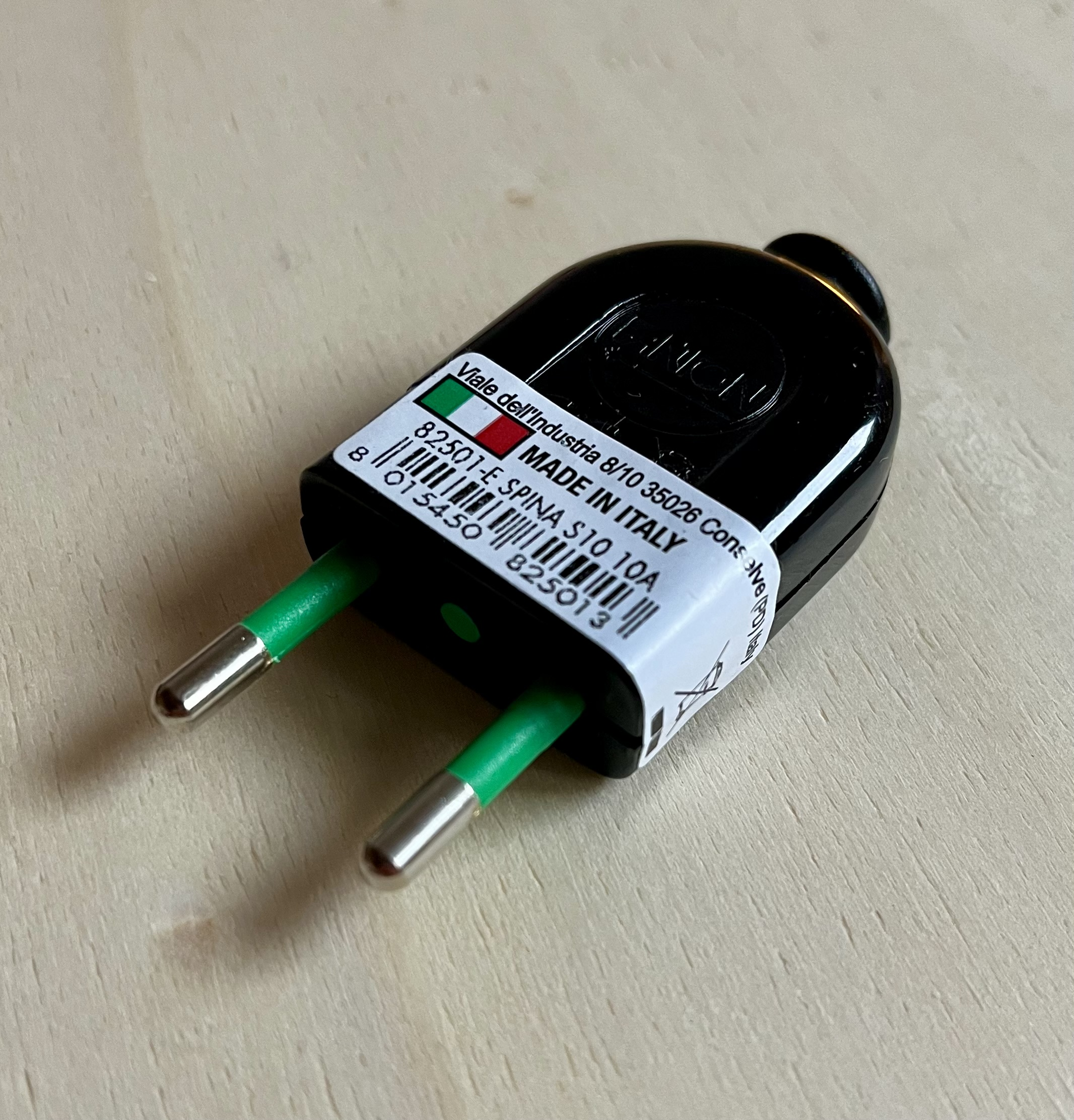
CEI 23-50 S10, 10 A
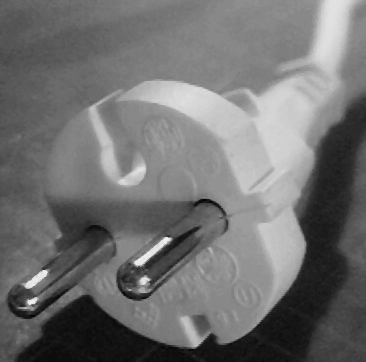
Konturenstecker, 16 A
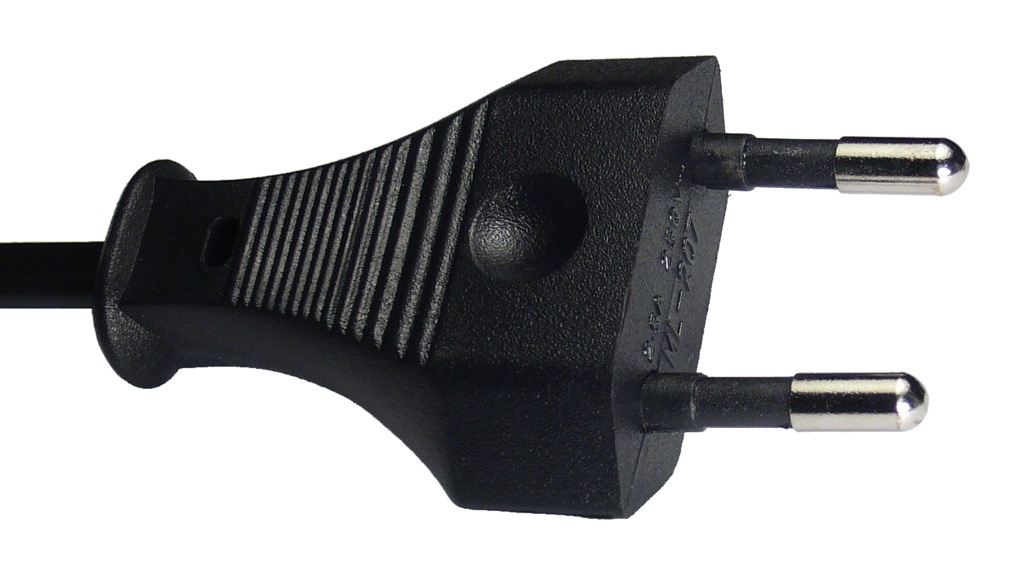
Eurostecker, 2,5 A

## Alte französische und deutsche zweipolige Steckdosen
Die zweipoligen Vorläufer der heutigen französischen und deutschen Steckdosen sowie der in vielen anderen europäischen Staaten (Belgien, Niederlande, Österreich u. a.) eingesetzten Typen ähneln sich sehr. Daher passen die später entwickelten dreipoligen (geerdeten) Stecker in die alten Steckdosen – allerdings nicht die alten Stecker in die neuen geerdeten Steckdosen. Die alten Stecker des Typs C sahen den alten sowjetischen Steckern ähnlich, hatten jedoch dickere Stifte.
Der Stiftabstand beträgt 19 mm, die Stiftdicke beträgt nach VDE-Norm 4,8 mm.

## Russische Stecker
In Russland und den anderen aus der ehemaligen Sowjetunion entstandenen Staaten wird oft noch das alte Steckersystem für 250 V mit maximal 6 A ohne Erdkontakt verwendet. Der Stiftabstand beträgt 19 mm und die Stiftstärke 4 mm. Es gibt keine Aussparungen für Schuko oder die französischen Steckdosen.

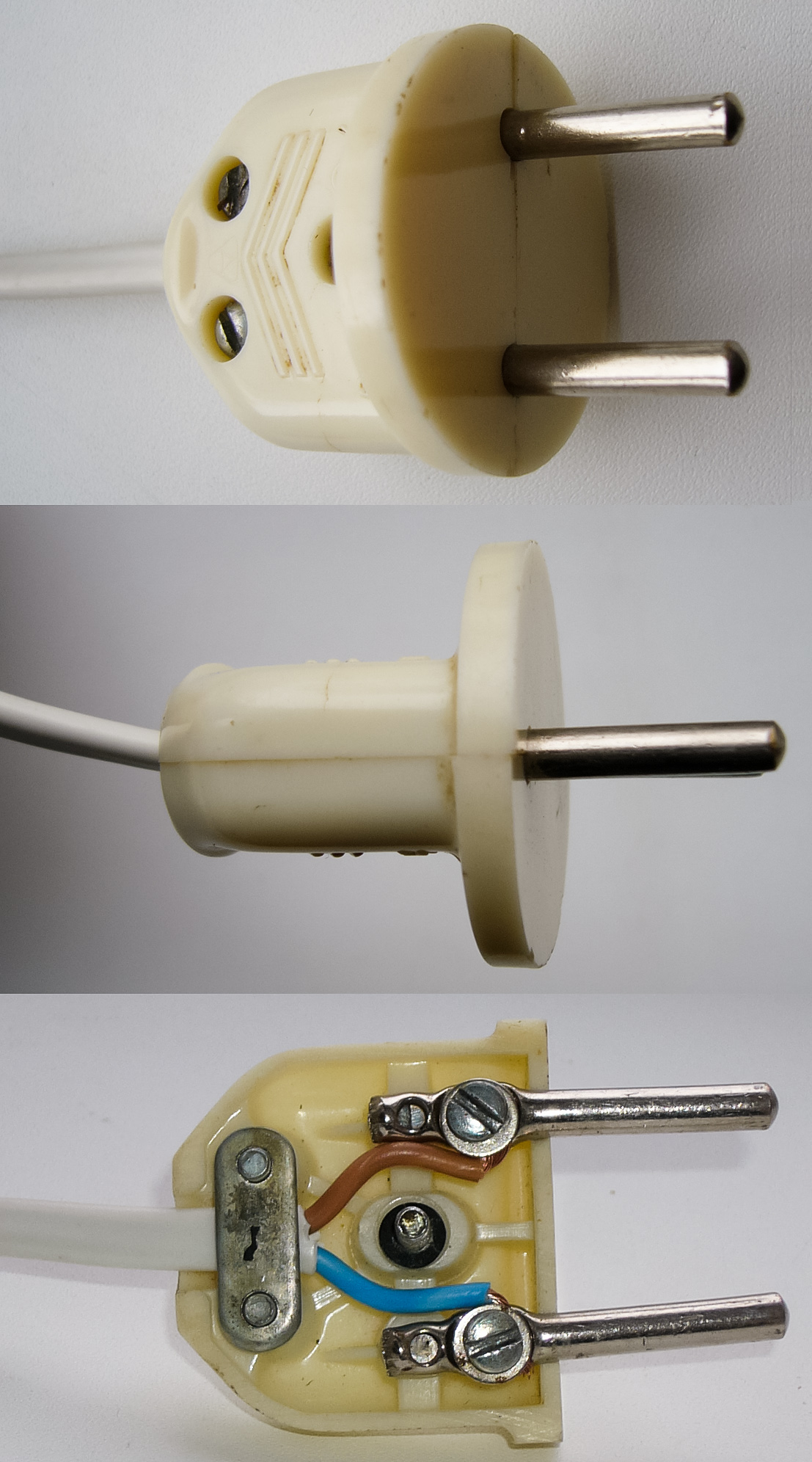
Sowjetischer Stecker, 6 A, 250 V AC, Thermoplast
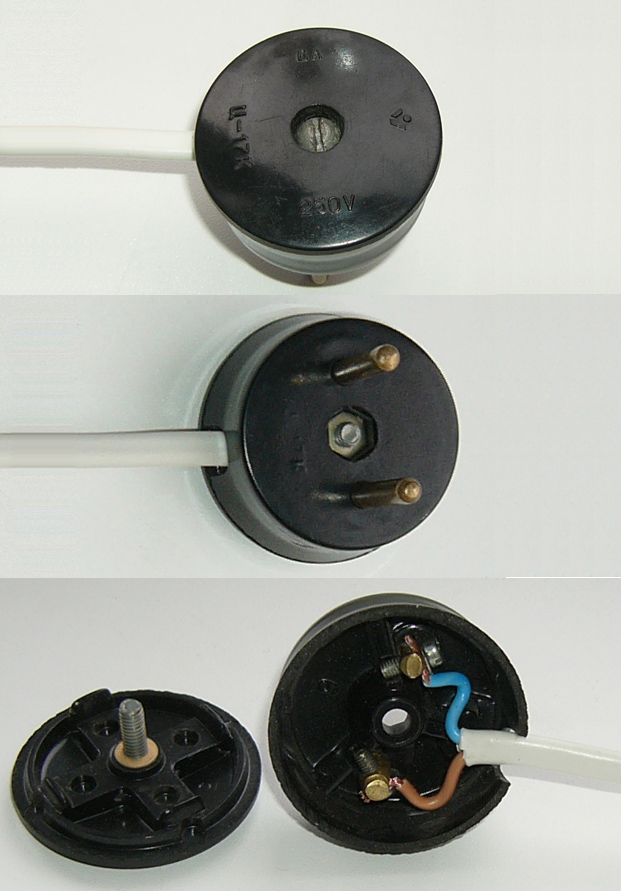
Runder sowjetischer Stecker, 6 A, 250 V, Wechselstrom, Thermoplast, halbe Höhe
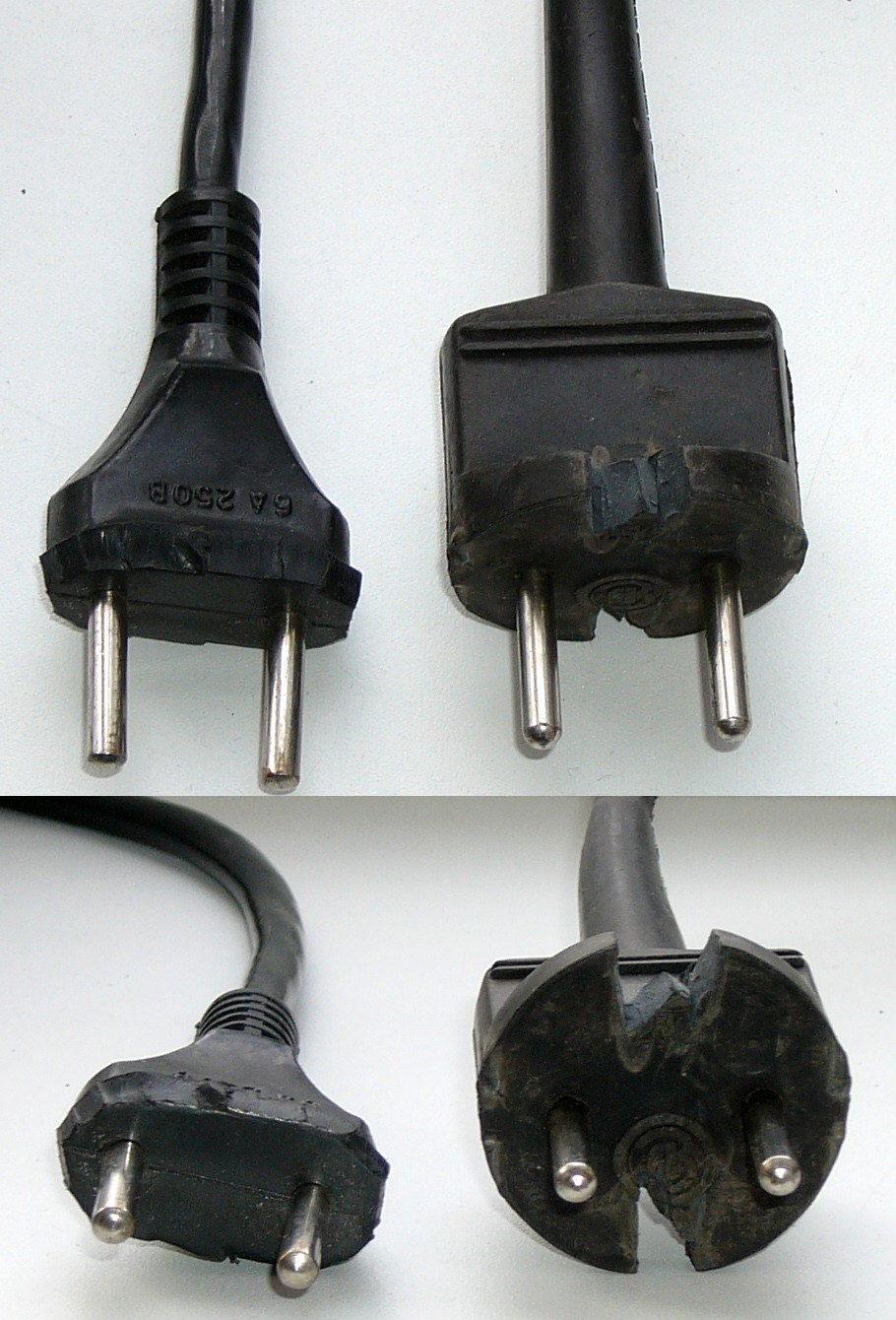
Angepasster sowjetischer Gummistecker – mit einem Messer geschnitten, um in CEE 7/16 (links) und CEE 7/17 (rechts) zu passen. Original hatten die Stecker eine runde Basis.
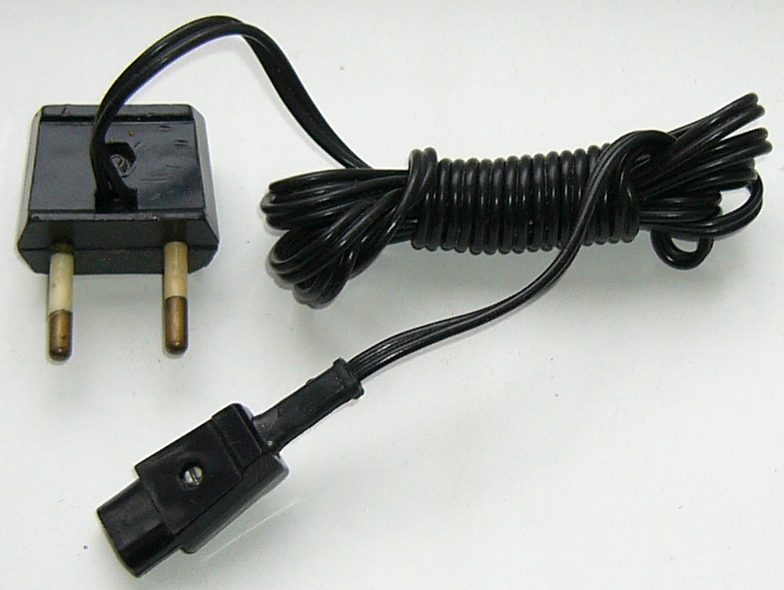
Rundes sowjetisches Rasiererkabel. Der Stecker entspricht in etwa CEE 7/16, dem Eurostecker. Der Stecker ist mit 6 A, 250 V spezifiziert.

## Typ-C-Steckkontakte an Röhrenradios
Von historischer Bedeutung gibt es auch zweipolige Steckkontakte an Röhrenradios, die ebenfalls zwei 4-mm-Buchsen haben und den Typ-C-Steckern zugerechnet werden. Der Abstand der äußeren Stifte des Steckers beträgt meist 19 mm. Oft haben diese einen mittleren Schutzstift. Fehlt dieser, können die Stecker versehentlich in die Netzsteckdose gesteckt werden. Dies führt zur Zerstörung der Komponenten.
Üblicherweise wurden damit Lautsprecher, Antennen und Messgerätestecker angeschlossen. Auch wurden früher gelegentlich Gleichspannung oder niedrigere Spannung über ähnliche Steckdosen angeschlossen. Wegen der hohen Verwechslungsgefahr sollten diese nicht mehr benutzt werden.
Messgeräte und Multimeter besitzen zum Teil noch heute die 4-mm-Buchsen im Abstand von 19 mm, obwohl bei kleineren Bauformen der Abstand heute reduziert wird.

## Verwendung von Steckdosen ohne Schutzleiter

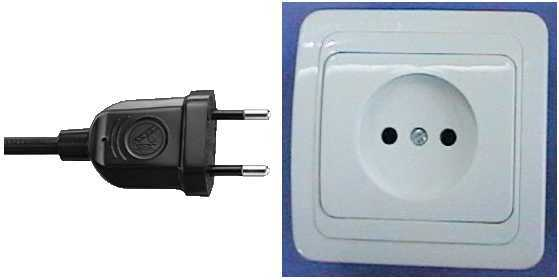
Ein Eurostecker, daneben eine ungeerdete zweipolige Trennspannungs-Steckdose

Steckdosen ohne Schutzleiter haben zwar eine CE-, aber keine VDE-Kennzeichnung. Sie werden für Laborzwecke nach einem Trenntransformator oder bei 12-Volt-zu-230-V-Wandlern, also ohne Bezug auf Erde, eingesetzt. Von dem Einbau in üblichen Hausinstallationen wird wegen der geltenden Vorschriften in Deutschland abgeraten. Zwar kann man problemlos Fehlerstrom-Schutzschalter davor betreiben und auch der Anschluss von Geräten der Schutzklasse 2 und 3 mit Eurostecker ist erlaubt, jedoch kann nicht verhindert werden, dass Schutzklasse-1-Geräte – die einen Schutzleiter benötigen – angeschlossen werden.